# 298-й истребительный авиационный полк
298-й истребительный авиационный полк — (298-й иап) — воинская часть Военно-Воздушных сил (ВВС) Вооружённых Сил РККА, принимавшая участие в боевых действиях Великой Отечественной войны.

## Наименования полка
- 298-й истребительный авиационный полк
- 104-й гвардейский истребительный авиационный полк
- 104-й гвардейский Краковский истребительный авиационный полк
- 104-й гвардейский Краковский ордена Александра Невского истребительный авиационный полк
- 892-й гвардейский Краковский ордена Александра Невского истребительный авиационный полк
- Полевая почта 23249

## История и боевой путь полка
298-й истребительный авиационный полк начал формироваться в мае 1941 года в Одесском военном округе на аэродроме Вознесенск (Мартыновка) при 45-й смешанной авиационной дивизии.
С 19 июля 1941 года полк выполнял боевые задачи по прикрытию городов Вознесенск, Запорожье, Днепропетровск, а также штаба ВВС Южного фронта. Боевой счёт уничтоженных самолётов противника открыл 31 июля майор М. А. Булгаков. 5 августа в полку появились первые потери: во время вражеского налёта на аэродром был сбит в воздушном бою самолёт лейтенанта Л. П. Шорохова, а майор М. А. Булгаков погиб при взлёте из-за отказа двигателя. А 7 августа 1941 года при выполнении срочного приказа командования о нанесении штурмового удара по обнаруженной механизированной колонне противника в районе 60—70 км севернее Вознесенска, в интервалом в несколько секунд направили свои подбитые зенитным огнём самолёты в скопление вражеской техники младший лейтенант А. П. Карпов и старший лейтенант Ф. В. Большаков. .
В воздушных сражениях на Кубани полк менее чем за пять месяцев уничтожил 112 вражеских самолётов, своих же потерял только десять. В тот период полк базировался на аэродроме станицы Кореновской (аэродром Кореновск).

## Переименование полка
298-й истребительный авиационный полк 24 августа 1943 года за образцовое выполнение боевых задач и проявленные при этом мужество и героизм на основании Приказа НКО СССР преобразован в 104-й гвардейский истребительный авиационный полк.

## В действующей армии
В составе действующей армии:
- с 1 июля 1941 года по 18 октября 1942 года,
- с 16 февраля 1943 года по 24 августа 1943 года.

## Командиры полка
- майор, подполковник Прудников Александр Петрович[5], 20.05.1941 — 04.11.1941
- майор, подполковник Тараненко Иван Андреевич[5], 12.1941 — 18.07.1943

## В составе соединений и объединений
| Период        | Фронт (округ)           | армия               | корпус         | дивизия                                             | примечание                                                       |
| ------------- | ----------------------- | ------------------- | -------------- | --------------------------------------------------- | ---------------------------------------------------------------- |
| 01.07.1941 г. | Южный фронт             | ВВС фронта          |                | 45-я смешанная авиационная дивизия                  | без самолётов, имел только 3 самолёта УТИ-4                      |
| 19.07.1941 г. | Южный фронт             | ВВС фронта          |                | 45-я смешанная авиационная дивизия                  | получил первые И-16                                              |
| 19.07.1941 г. | Южный фронт             | ВВС фронта          |                |                                                     | И-16                                                             |
| 15.09.1941 г. | Южный фронт             | 18-я армия          | ВВС 18-й армии | 45-я смешанная авиационная дивизия                  | И-16                                                             |
| 12.01.1942 г. | Южный фронт             | 12-я армия          | ВВС 12-й армии | 45-я смешанная авиационная дивизия                  | И-16                                                             |
| 20.05.1942 г. | Южный фронт             | 12-я армия          | ВВС 12-й армии | 45-я смешанная авиационная дивизия                  | сдал 5 оставшихся И-16 в 647-й сап смешанный авиаполк            |
| 20.05.1942 г. | Южный фронт             | 4-я воздушная армия |                | 229-я истребительная авиационная дивизия            | без самолётов                                                    |
| 22.07.1942 г. | Южный фронт             | 4-я воздушная армия |                | 6-й отдельный учебно-тренировочный авиационный полк | переучивание на Як-1, Як-7Б                                      |
| 22.08.1942 г. | Южный фронт             | 4-я воздушная армия |                | 229-я истребительная авиационная дивизия            | переучивание на Як-1, Як-7Б                                      |
| 20.10.1942 г. | Закавказский фронт      | ВВС фронта          |                | 25-й запасной истребительный авиационный полк       | Аджикабул, Азербайджанская ССР, переучивание на Р-39 «Аэрокобра» |
| 16.02.1943 г. | Северо-Кавказский фронт | 4-я воздушная армия |                | 219-я бомбардировочная авиационная дивизия          | полк сопровождения на Р-39 «Аэрокобра»                           |
| 21.08.1943 г. | Южный фронт             | 8-я воздушная армия |                | 9-я гвардейская истребительная авиационная дивизия  | Р-39 «Аэрокобра»                                                 |
| 24.08.1943 г. | Южный фронт             | 8-я воздушная армия |                | 9-я гвардейская истребительная авиационная дивизия  | Р-39 «Аэрокобра», полк преобразован в гвардейский                |

## Участие в сражениях и битвах
- Донбасско-Ростовская оборонительная операция — с 29 сентября 1941 года по 17 ноября 1941 года
- Ростовская наступательная операция — с 17 ноября 1941 года по 2 декабря 1941 года
- Воздушные сражения на Кубани — с апреля по июль 1943 года
- Белгородско-Харьковская операция — с 3 августа 1943 года по 23 августа 1943 года

## Первая победа полка в воздушном бою
Первая известная воздушная победа полка в Отечественной войне одержана 31 июля 1941 года: майор Булгаков М. А. в воздушном бою в районе д. Чечеуца сбил немецкий бомбардировщик Ju-88.

## Отличившиеся воины полка

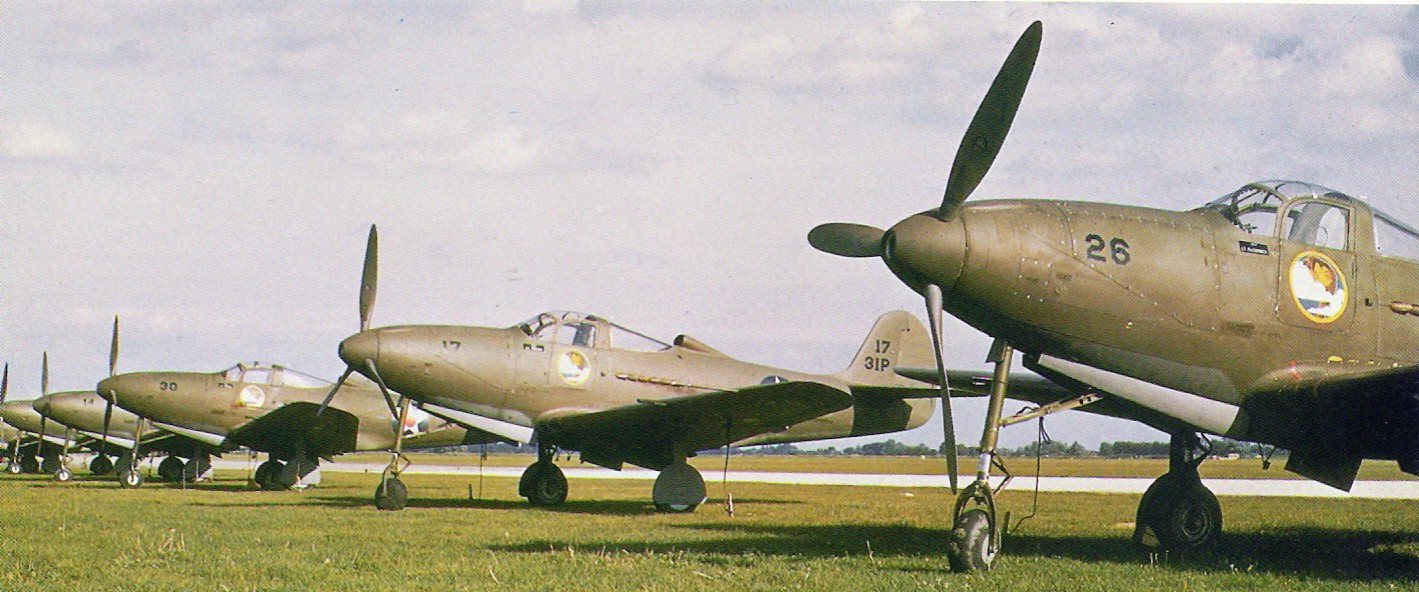
Р-39 Аэрокобра

- Тараненко Иван Андреевич, подполковник, командир 298-го истребительного авиационного полка 219-й бомбардировочной авиационной дивизии 4-й воздушной армии, Указом Верховного Совета СССР 2 сентября 1943 года удостоен звания Герой Советского Союза. Золотая звезда № 1096.
- Вишневецкий Константин Григорьевич, командир эскадрильи 298-го истребительного авиационного полка 229-й истребительной авиационной дивизии 4-й воздушной армии, Указом Верховного Совета СССР 24 августа 1943 года удостоен звания Герой Советского Союза. Золотая звезда № 1134.
- Дрыгин Василий Михайлович, старший лётчик 298-го истребительного авиационного полка 229-й истребительной авиационной дивизии 4-й воздушной армии Северо-Кавказского фронта, капитан, Указом Верховного Совета СССР 24 мая 1943 года удостоен звания Герой Советского Союза. Золотая звезда № 997.
- Семенишин Владимир Григорьевич, штурман 298-го истребительного авиационного полка 219-й бомбардировочной авиационной дивизии 4-й воздушной армии Северо-Кавказского фронта, майор, Указом Верховного Совета СССР 24 мая 1943 года удостоен звания Герой Советского Союза. Золотая звезда № 996.

## Статистика боевых действий
Всего за годы Великой Отечественной войны полком:
| Выполнено боевых вылетов | Сбито самолётов в воздухе (1941—1942 гг.) | Уничтожено самолётов всего (1941—1942 гг.) |
| ------------------------ | ----------------------------------------- | ------------------------------------------ |
| более 5921               | 45                                        |                                            |

Свои потери:
| Потеряно самолётов, всего | Погибло лётчиков всего |
| ------------------------- | ---------------------- |
| 45                        | 25                     |

## Самолёты на вооружении
| Период      | Самолёты         |
| ----------- | ---------------- |
| 1940 — 1941 | И-16             |
| 1941 — 1942 | Як-1             |
| 1942 — 1946 | Р-39 «Аэрокобра» |

## Память
В память о героических подвигах защитников кубанского неба и в честь личного состава полка по просьбе жителей города Кореновск в 1987 году был установлен на постамент привезённый из Майкопа самолёт МиГ-21СМ. На памятных плитах увековечены фамилии не только героев войны, но и военных лётчиков, погибших в послевоенные годы в различных вооружённых конфликтах.